# Heptadecanal
Heptadecanal ist eine chemische Verbindung aus der Gruppe der Aldehyde.

## Vorkommen
Heptadecanal wurde in Tabak nachgewiesen und kommt in Zitrusöl vor. Es ist auch einer der flüchtigen Bestandteile der Blattextrakte von Rhus typhina, einer Pflanze, die eine insektizide Wirkung auf Blattläuse hat.

## Gewinnung und Darstellung
Heptadecanal kann durch Oxidation von 1-Heptadecanol mit Tetra-n-propylammoniumperruthenat gewonnen werden.

## Eigenschaften
Heptadecanal ist ein weißer Feststoff, der löslich in Toluol ist.